# Lagerheima sphaerospora
Lagerheima sphaerospora är en svampart som först beskrevs av Berk. & M.A. Curtis, och fick sitt nu gällande namn av Pier Andrea Saccardo 1892. Lagerheima sphaerospora ingår i släktet Lagerheima och familjen Helotiaceae.   Inga underarter finns listade i Catalogue of Life.